# Senecio viscosus
Séneçon visqueux
Espèce
Le Séneçon visqueux (Senecio viscosus) est une espèce de plantes de la famille des Astéracées.